# Новинка (Астраханская область)
Новинка — село в Володарском районе Астраханской области России. Административный центр Новинского сельсовета. Население 1045 человек (2010), 87% из них — казахи.

## География
Село расположено в юго-восточной части Астраханской области, в дельте реки Волги, на большом острове, образованном реками Корневая и Камардан. Село находится на левом берегу р. Камардан. На правом берегу — пос. Камардан.
Абсолютная высота 24 метра ниже уровня моря
.
Уличная сеть
состоит из 10 географических объектов:
мемориальные - ул. Серика Консова (в память о С. А. Консове (24.09.1984, с. Новинка Володарского района — 17.09.2002, Урус-Мартан, Чечня), рядовой, разведчик — гранатометчик, награждён знаком «За службу на Кавказе» и орденом Мужества (посмертно)), ул. Юрия Суюнчалиева (в память о начальнике криминальной милиции Красноярского РОВД Юрие Суюнчалиеве, 16 октября 1999 года ценой жизни предотворивший попытку террористического акта на территории газоперерабатывающего комплекса в Астраханской области)
отражающие географические реалии - ул. Береговая, ул. Набережная, ул. Речная,  ул. Центральная,
отражающие реалии советского строя - ул. Дружбы, ул. Коммунистическая,
прочие - ул. Молодежная,  ул. Школьная. 
Климат
умеренный, резко континентальный, характеризуется высокими температурами летом и низкими — зимой, малым количеством осадков, а также большими годовыми и летними суточными амплитудами температуры воздуха.

## Население
| 2002 | 2010  |
| ---- | ----- |
| 1104 | ↘1045 |

Национальный и гендерный состав
По данным Всероссийской переписи, в 2010 году численность населения составляла 1045 человек (497 мужчин и 548 женщин, 47,6 и 52,4 %% соответственно).
Согласно результатам переписи 2002 года, в национальной структуре населения казахи составляли 87 % от 1103 жителей.
| Национальность | Численность (2010) | Процент |
| -------------- | ------------------ | ------- |
| Казахи         | 931                | 88,7%   |
| Русские        | 61                 | 5,8%    |
| Татары         | 29                 | 2,8%    |
| Украинцы       | 6                  | 0,6%    |
| Ногайцы        | 5                  | 0,5%    |
| Чуваши         | 3                  | 0,3%    |
| Не указана     | 15                 | 1,4%    |
| Всего          | 1050               | 100%    |

## Инфраструктура
Функционирует школа МБОУ «Новинская СОШ» на 640 учеников.

## Транспорт
Подъезд к с. Новинка от автодороги Володарский — Кошеванка, Идентификационный номер 12 ОП РЗ 12Н 028. Остановка общественного транспорта «Новинка».
Проселочные дороги.